# 8982 Oreshek
A 8982 Oreshek (ideiglenes jelöléssel 1973 SQ3) a Naprendszer kisbolygóövében található aszteroida. Ljudmila Vasziljevna Zsuravljova fedezte fel 1973. szeptember 25-én.